# Överlevnadsspel
Överlevnadsspel är en undergenre av actionspel som ofta utspelar sig i fientliga, intensiva miljöer med öppen värld.
Spelare börjar vanligtvis med minimal utrustning och måste hållas i liv så länge som möjligt genom att hitta de resurser som krävs för att hantera hunger, törst, sjukdom och/eller härjat psykisk tillstånd. Ofta är spelvärlden fylld av aggressiva varelser vilket sätter en press på spelaren att bygga fästningar, vapen, verktyg och näring som ändrar maktbalansen.
Många överlevnadsspel är baserade på slumpmässigt eller procedurgenererade kartor. På senare tid är överlevnadsspel ofta spelbara online, vilket gör att spelare kan interagera i en enda värld. Överlevnadsspel är i allmänhet öppna utan uppsatta mål. Likheter finns med överlevnadsskräckgenren, där spelaren ofta måste överleva övernaturliga hot, såsom en zombieapokalyps.
Några exempel på spel inom genren är Don't Starve, Rust, Subnautica och This War of Mine.